# Operazione Margarethe

Le manovre di occupazione dell'Ungheria effettuate dall'esercito tedesco

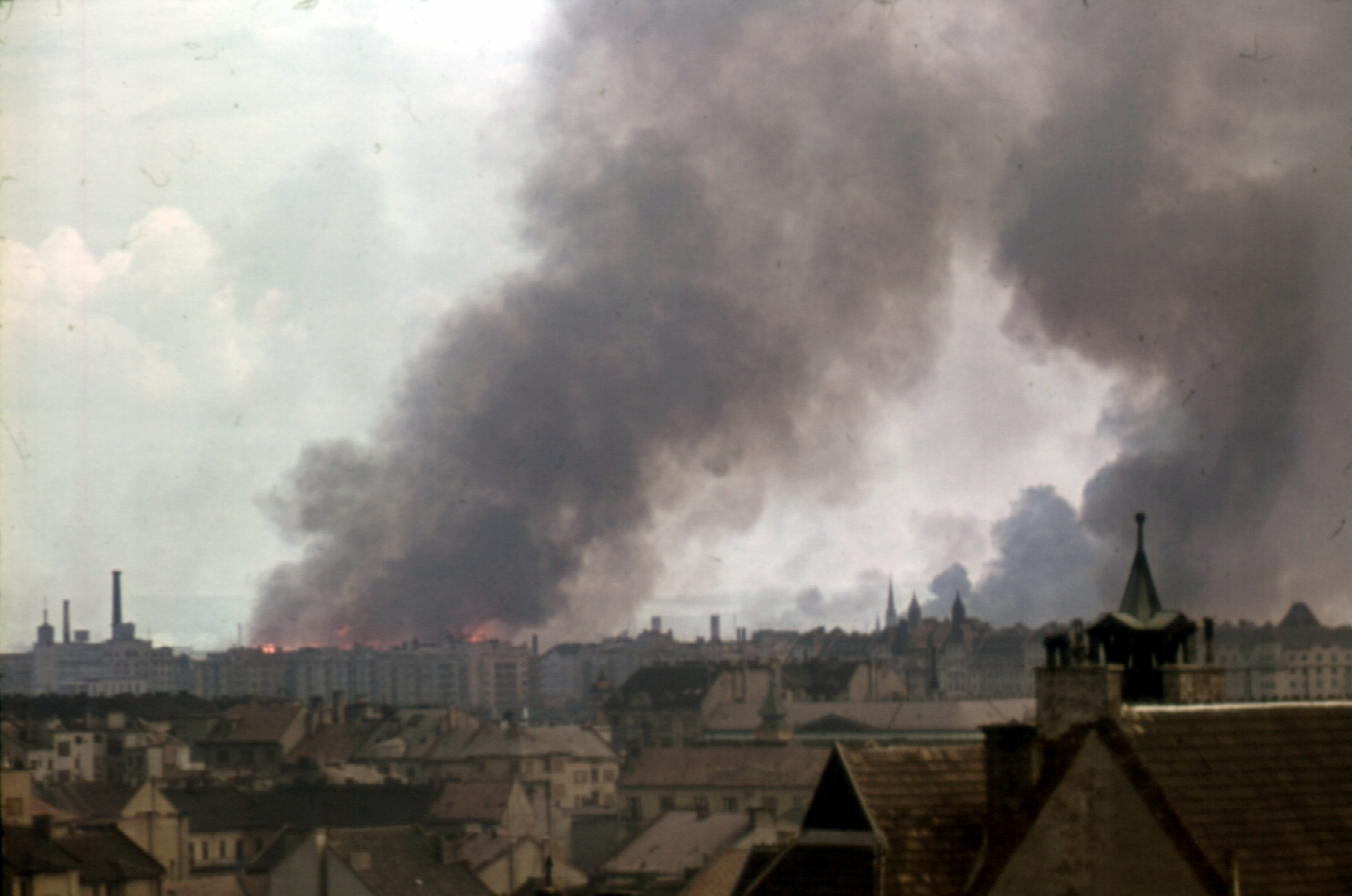
Budapest bombardata dalla Luftwaffe nel marzo 1944.

L'operazione Margarethe (in tedesco Unternehmen Margarethe) fu il nome in codice riservato all'azione militare effettuata dalla Wehrmacht che, nel marzo 1944, portò alla rapida occupazione dell'Ungheria da parte del Terzo Reich (Margarethe I).
L'armistizio di Cassibile firmato dagli italiani all'inizio di settembre del 1943 convinse i tedeschi ad adottare delle contromisure funzionali a scongiurare il rischio di uno scenario simile in Ungheria e Romania (per quest'ultima l'operazione prendeva il nome di Margarethe II) e, il 30 settembre 1943, lo stato maggiore presentò un piano di occupazione. Dopo aver compiuto varie modifiche alle bozze, il 28 febbraio 1944 Adolf Hitler ordinò l'elaborazione di un piano definitivo da impiegare in Ungheria. Una volta che la linea Leopoli-Odessa fu interrotta dall'Armata Rossa, le comunicazioni ferroviarie attraverso l'Ungheria rimasero le uniche a disposizione dei tedeschi oltre a quelle che passavano per Černivci, circostanza che aumentò il peso specifico del territorio magiaro. Da parte sua, il governo ungherese comunicò pubblicamente il rischio di un attacco tedesco e rese disponibili alla popolazione dei rapporti relativi alla concentrazione di unità tedesche al confine austriaco, ma non preparò alcuna difesa per opporvisi.
Il Ministero degli esteri tedesco preferiva realizzare un'occupazione pacifica del Paese, puntando se possibile sulla collaborazione di elementi filo-nazisti presenti in Ungheria. Chi era a sostegno di quest'ipotesi sperava nella cooperazione dell'ammiraglio e reggente Miklós Horthy per stabilire un nuovo governo più vicino alle posizioni dell'Asse e ridurre al minimo i costi militari ed economici derivanti a un'occupazione. Hitler accettò la proposta senza annullare i preparativi in corso per i soldati, inviando a tale scopo il 15 marzo un messaggio al reggente ungherese. La delegazione magiara guidata da Horthy giunse a Salisburgo la mattina del 18. Nel pomeriggio della giornata, terminato il secondo incontro con Horthy, che appariva ancora contrario all'ipotesi dell'occupazione, Hitler autorizzò l'invasione. In un'intervista poi realizzata con Hitler, il reggente di Budapest acconsentì allo scenario dell'occupazione militare, purché i tedeschi avessero rispettato una certa autonomia politica per l'Ungheria.
Nella mattina del 19 marzo, tre divisioni partite da Belgrado, due da Zagabria, due corazzate da Vienna e una motorizzata da Cracovia fecero il loro ingresso nella nazione, senza incontrare alcuna opposizione.
Il 23 marzo, Döme Sztójay, fino ad allora ambasciatore a Berlino e dalle posizioni notoriamente filo-tedesche, formò un nuovo esecutivo. Horthy accettò l'ipotesi di un semi-pensionamento sia per scelta personale sia su consiglio dei teutonici. Entro l'estate, circa mezzo milione di soldati ungheresi entrarono in azione contro i sovietici, molti di più rispetto all'anno precedente. L'occupazione generò inoltre una certa destabilizzazione nell'economia ungherese, con le materie prime che vennero sfruttate in maniera intensiva e quasi monopolizzate dagli invasori. Al contempo, l'Ungheria cessò di costituire un'oasi di rifugio per le comunità ebraiche. Durante la parentesi nazista, ebbe infatti luogo la deportazione di quasi mezzo milione di persone.
Il piano Margarethe II, relativo all'occupazione della Romania se Bucarest si fosse arresa ai sovietici, non venne invece mai realizzato.

## Contesto strategico
L'armistizio di Cassibile, stipulato all'inizio di settembre 1943, convinse i tedeschi ad adottare delle contromisure per evitare che uno scenario simile si concretizzasse in Ungheria e Romania e lo stato maggiore tedesco presentò un piano di occupazione il 30 settembre 1943. Il piano, inizialmente chiamato "Operazione Margarethe" e poi in seguito "Operazione Margarethe I" quando fu realizzato il progetto relativo alla Romania ("Operazione Margarethe II"), prevedeva la partecipazione degli slovacchi e dei rumeni nell'operazione e una triplice suddivisione della nazione. La bozza dello stato maggiore non definì un arco temporale specifico per la sua attuazione. Il lavoro iniziale lasciò il posto a un secondo all'inizio di novembre, il cui contenuto raccomandava il solo impiego di unità tedesche. Anche in questo caso, come era accaduto con il primo piano, la gravità della situazione militare nell'est rendeva impossibile radunare le forze necessarie finalizzate alla sua attuazione. Nei mesi di gennaio e febbraio 1944, tuttavia, lo stato maggiore tedesco rivide il progetto e ritenne nuovamente essenziale la partecipazione della Romania all'occupazione, in quanto le forze tedesche disponibili risultavano insufficienti sulla carta. Durante la visita del generale Ion Antonescu a Berlino alla fine di febbraio, Adolf Hitler informò la controparte del piano relativo all'invasione dell'Ungheria. Tuttavia, poiché il presidente rumeno rifiutò di rinunciare alle rivendicazioni territoriali rumene sullo Stato confinante, Hitler si convinse ad archiviare l'ipotesi di cooperare con Bucarest. Malgrado in quell'occasione non si raggiunse un'intesa, il Führer accantonò il piano di insediamento in Romania, principalmente a causa della fiducia che riponeva nel generale a capo di quella nazione. Lo stesso giorno in cui si concluse la visita di Antonescu, ovvero il 28 febbraio, Hitler ordinò che fosse realizzata la bozza definitiva dell'operazione da compiere in Ungheria. Una volta che la linea Leopoli-Odessa fu interrotta dall'Armata Rossa, le comunicazioni ferroviarie attraverso l'Ungheria rimasero le uniche a disposizione dei tedeschi oltre a quella attraverso Černivci, circostanza che aumentò il peso specifico del territorio magiaro. Di particolare interesse per Berlino erano le regioni occidentali, ovvero dove veniva estratto il petrolio ungherese.

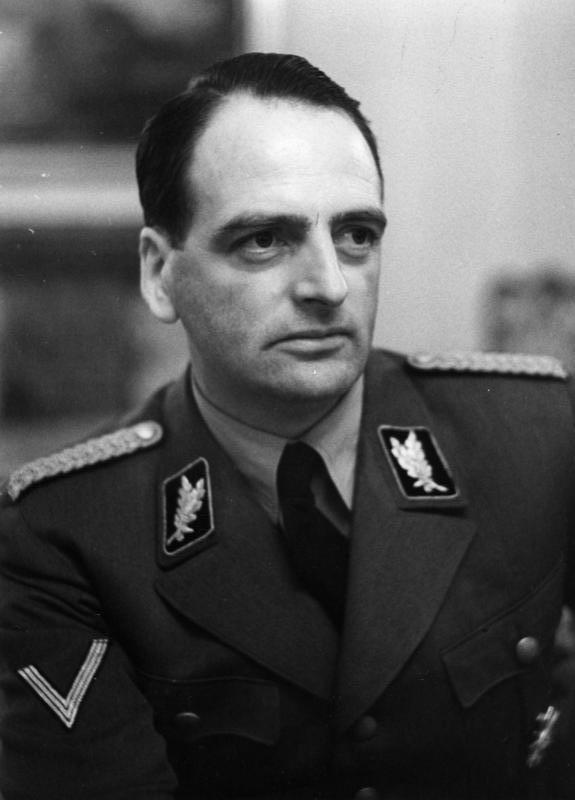
Edmund Veesenmayer, inviato del Ministero degli esteri tedesco in Ungheria per studiare le condizioni del Paese alla fine del 1943 e poi rappresentante plenipotenziario del Reich dopo l'invasione. Le sue proposte per una maggiore cooperazione ungherese con Berlino senza provocare una pericolosa reazione del governo magiaro gettarono le basi per la riuscita occupazione del marzo 1944

Dall'autunno del 1943, i tedeschi osservavano con grande preoccupazione la situazione politica ungherese. Nel mese di novembre, il ministero degli Esteri tedesco inviò un suo rappresentante, Edmund Veesenmayer, con l'intento di valutare la fattibilità di un golpe nel caso in cui la Germania lo avesse ritenuto necessario. Nel suo rapporto fornito a Berlino relativo alle condizioni dello Stato magiaro, dopo aver sottolineato che il Reich era abbastanza inviso agli abitanti del posto Veesenmayer sottolineò la necessità di attuare in un secondo momento il piano, ovvero quando l'esercito sovietico si sarebbe avvicinato ai confini ungheresi, e di far sembrare che il nuovo governo filo-tedesco avrebbe garantito una certa autonomia; ovviamente, il nodo principale passava per la necessità di persuadere il reggente Miklós Horthy. In ogni caso e a prescindere dalla strategia che sarebbe stata adottata, il delegato consigliava caldamente il coinvolgimento della Wehrmacht. Veesenmayer era tuttavia propenso per una soluzione politica piuttosto che puramente militare, ritenendo preferibile poter fare affidamento su una maggiore cooperazione ad opera di Budapest.
Nel frattempo, i magiari continuarono i negoziati con gli angloamericani a Istanbul. La resa italiana non influenzò il loro corso e Budapest, nonostante stesse valutando di abbandonare l'Asse, non mutò il suo atteggiamento né nei confronti della Germania né degli Alleati. Tuttavia, l'ambigua reazione alla creazione della Repubblica di Salò suscitò dispiacere a Berlino, tenendo presente che gli ungheresi accettarono la costituzione di due ambasciate italiane, una a Roma e l'altra situata nella repubblica di Benito Mussolini.
La reiterazione di Horthy, nella sua lettera del 12 febbraio 1944, della richiesta ai tedeschi che le unità magiare impegnate sul fronte orientale rientrassero in Ungheria accelerò i preparativi tedeschi per l'occupazione, nonostante la promessa del reggente che queste forze avrebbero continuato a combattere i sovietici nei Carpazi e la decisione avvenuta due giorni prima di proclamare la mobilitazione generale non appena i sovietici avessero raggiunto Leopoli. I tentativi di Budapest di dissipare i sospetti dei teutonici, condivisi sia dal Ministero degli Esteri che dallo stato maggiore, fallirono e non arrestarono i preparativi per l'occupazione. I tedeschi sapevano inoltre dei negoziati segreti in corso tra Budapest e gli Alleati, malgrado non il loro andamento. Convinti di non potersi aspettare un'ulteriore cooperazione militare da parte dei magiari, cominciò a diffondersi a Berlino l'ipotesi che da Budapest si stesse cercando di razionare gli approvvigionamenti da inviare ai nazisti.
Nel frattempo, l'Armata Rossa proseguì la sua rapida avanzata verso ovest. Si pensava che, se essa a metà febbraio avesse ottenuto una vittoria importante a Cherson e alla foce del Dnepr, subito dopo sarebbe stato possibile attraversare il Dnestr e, in alcuni punti, il Prut, nonostante la feroce opposizione tedesca allestita a Vinnycja. La reazione ungherese si rivelò decisamente morbida; solo due delle dodici divisioni di cui la nazione disponeva furono inviate al fronte, in quanto la maggioranza di esse non era nemmeno al completo in termini di personale e risultava ferma ai livelli numerici preservati in tempo di pace.

## Piani e schieramenti

### Preparativi tedeschi

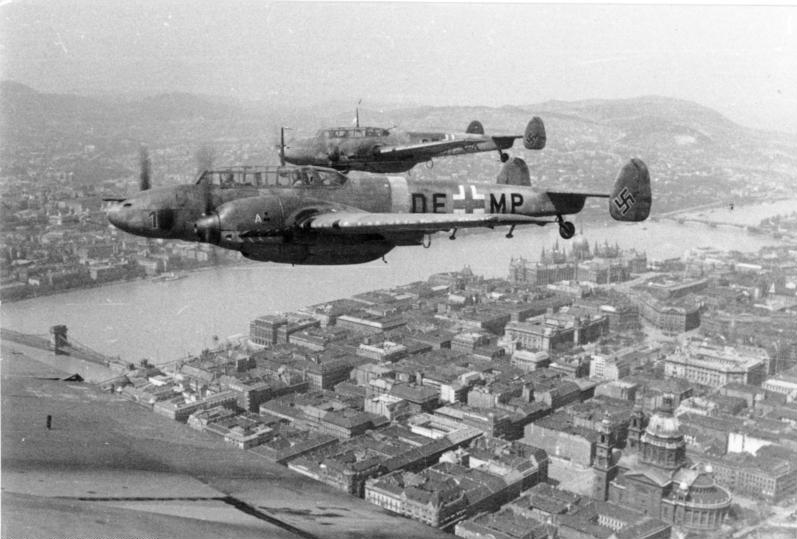
Aerei tedeschi sorvolano Budapest nel gennaio 1944, due mesi prima dell'occupazione del Paese. Il piano originale prevedeva un enorme lancio di propaganda sulla capitale che fu annullato a causa della volontà di Horthy di accettare l'occupazione

Le prime unità che avrebbero dovuto partecipare all'operazione iniziarono a radunarsi a Vienna il 29 febbraio. Altre formazioni, che avrebbero dovuto recarsi in Ungheria semplicemente per attraversarla e spingersi a est, iniziarono a prepararsi nell'Europa occidentale e nei Balcani. Il 3 marzo Hitler revocò la data di attuazione inizialmente prevista (la fine di marzo) e assegnò altre due divisioni per poter accelerare le tempistiche. La bozza definitiva del piano, che fissava l'occupazione per il 12 con la sola partecipazione di alcune delle unità inizialmente assegnate alla campagna, fu approvata il giorno successivo e tra il 5 e il 6 vennero dispiegati gli ordini necessari alle unità che sarebbero state coinvolte; queste ultime, radunatesi a Vienna, parteciparono presumibilmente alle manovre preliminari. A causa avanzamenti sovietici a Ternopil', tuttavia, i piani tedeschi subirono un nuovo rallentamento: le unità schierate per l'invasione andarono spedite sul fronte orientale e rimpiazzate da altre provenienti dall'Europa occidentale. Il 7 marzo il generale Foertsch, al comando dell'operazione, indicò allo stato maggiore che l'occupazione poteva iniziare solo il 18, con il risultato che la data fu fissata a domenica 19. Il giorno successivo Foertsch raggiunse il suo quartier generale a Vienna.
L'ordine finale impartito a coloro che avrebbero partecipato all'operazione appariva diverso in maniera sostanziale rispetto a quanto ipotizzato dallo stato maggiore mesi prima. Le nuove istruzioni prevedevano di dare il via all'assalto principale da nord-est, da dove tre divisioni, affiancate da comparti motorizzati e corazzati e supportate da qualche elemento slovacco, avrebbero dovuto spostarsi in direzione di Budapest. La colonna principale doveva essere affiancata da altri due reparti, ovvero un paio di divisioni dalla Croazia e un'altra collocata nel Banato serbo. L'approvazione ufficiale dell'operazione, che lasciava alcuni aspetti come la data finale dell'operazione o l'occupazione oltre il Tibisco non meglio definita, ebbe luogo su decisione di Hitler il 12 marzo. Oltre alle unità puramente militari, si prevedeva l'impiego di circa mezzo migliaio di membri della Gestapo, della Sicherheitsdienst e di un sonderkommando formato da circa due o trecento uomini per occuparsi degli arresti a sfondo politico e degli arresti della popolazione ebraica. Inoltre, le forze dei governi alleati di Berlino non sarebbero state utilizzate, nonostante le successive minacce compiute da Hitler a Horthy a questo proposito. Le unità magiare avrebbero dovuto essere disarmate e confinate nelle loro caserme, mentre ogni tentativo di resistenza armata avrebbe dovuto essere sedato. Assieme alla marcia sulla capitale ungherese, i comandi nazisti valutarono la possibilità di espugnare dei punti strategici ricorrendo alle forze che dovevano penetrare nello Stato fingendo di muoversi verso il fronte, impiegando magari i paracadutisti. Budapest rifiutò di concedere il permesso richiesto dai tedeschi che era finalizzato a spostare queste truppe attraverso la capitale.

### Passività magiara
Da parte sua, il governo ungherese ammise il rischio di un attacco tedesco e ricevette dei rapporti relativi alla concentrazione di unità tedesche lungo il confine austriaco, ma non mise in atto alcuna misura preventiva. Prima di consultare lo stato maggiore magiaro, l'ambasciata teutonica negò la concentrazione di uomini e, in seguito, sostenne che si trattava di semplici manovre. Secondo il primo ministro Kállay, la passività del suo esecutivo si doveva alla convinzione che l'occupazione del Paese si sarebbe rivelata un errore per i tedeschi a causa dell'impossibilità di spostare in tempo i due corpi d'armata in grado di difendere la capitale, che avrebbero dovuto poi essere schierati nel nord dei Carpazi e in Transilvania. Il governo disponeva comunque di tre settimane di tempo per allestire una difesa, il periodo che intercorreva tra le prime notizie della concentrazione di unità tedesche alla fine di febbraio e l'inizio dell'invasione.
Nonostante il peggior armamento delle forze magiare, i tedeschi stimarono che l'Ungheria all'epoca contava circa 350000 uomini armati distribuiti sul suo territorio. Nel frattempo, i sovietici si trovavano a un centinaio di chilometri dal confine ungherese. Oltre ai gruppi di stanza sul fronte orientale, Budapest vantava una divisione corazzata, due divisioni di fanteria e due brigate di montagna di stanza nei Carpazi e un'altra divisione corazzata, una cavalleria e sette di fanteria nel resto del Paese, senza contare le divisioni di riserva. Di queste ultime, tre erano localizzate nella parte occidentale dell'Ungheria. Un simile totale riusciva a eguagliare il numero delle forze tedesche destinate ad occupare il Paese. In ogni caso, nell'ultima riunione compiuta dai comandanti incaricati dell'operazione del 14, i teutonici confermarono l'assenza di misure difensive adottate dai magiari.
L'aumento delle voci di varie fonti sull'imminenza dell'occupazione non mutò l'atteggiamento di Budapest, che non si preparò per resistere a un assalto straniero. Le possibili e papabili vittime dell'invasione, ovvero i socialisti, i liberali e gli ebrei, non si prepararono adeguatamente per evitare il loro arresto da parte dei tedeschi. Il partito socialista si dimostrò infatti incapace di prepararsi a sopravvivere in clandestinità, venendo colto dalla disorganizzazione generale, a differenza invece dei rivali comunisti.

## Svolgimento delle operazioni

### Incontri diplomatici
Il Ministero degli esteri tedesco preferiva un'occupazione pacifica del territorio straniero in collaborazione con gli elementi filo-nazisti attivi in Ungheria. I sostenitori di quest'opzione, inclusi Veesenmayer e il Servizio di sicurezza, desideravano cooperare con Horthy e creare un nuovo governo maggiormente fedele a Berlino, riducendo al minimo i costi militari ed economici dell'occupazione. Hitler accettò la proposta senza annullare i preparativi militari nel pomeriggio del 15 e spedì un delegato al reggente ungherese, al fine di fare rapporto al capo tedesco al castello di Klessheim prima del 18, alla vigilia dell'invasione. L'invito, presentato dall'ambasciatore tedesco su richiesta di Joachim von Ribbentrop la notte del 15 dopo il gala dell'opera, era giustificato dalla necessità di discutere di questioni militari con gli alleati del Reich, indicando che anche esponenti politici croati, rumeni e bulgari avrebbero partecipato a riunioni simili. I teutonici chiesero che l'incontro avrebbe dovuto avere luogo di venerdì o di sabato, poiché Hitler voleva viaggiare di domenica e necessitava di una risposta prima di mezzogiorno di giovedì 16.
La mattina successiva e nonostante l'opposizione di Kállay, Horthy decise di accettare la richiesta dopo esser stato convinto dal capo di stato maggiore generale, il quale sperava che il reggente avrebbe ancora una volta domandato a Hitler di ritirare le forze ungheresi dal fronte orientale. Ancora una volta, in Ungheria si scelse di non attuare alcuna misura preventiva nel caso in cui Hitler avesse avviato l'invasione durante l'assenza del reggente. Horthy e il suo entourage partirono in segreto per evitare occhi indiscreti la notte del 17, dopo che l'ambasciatore ungherese presso Hitler ricevette l'ordine di incontrarli a Vienna. Il gruppo arrivò a Salisburgo la mattina seguente.

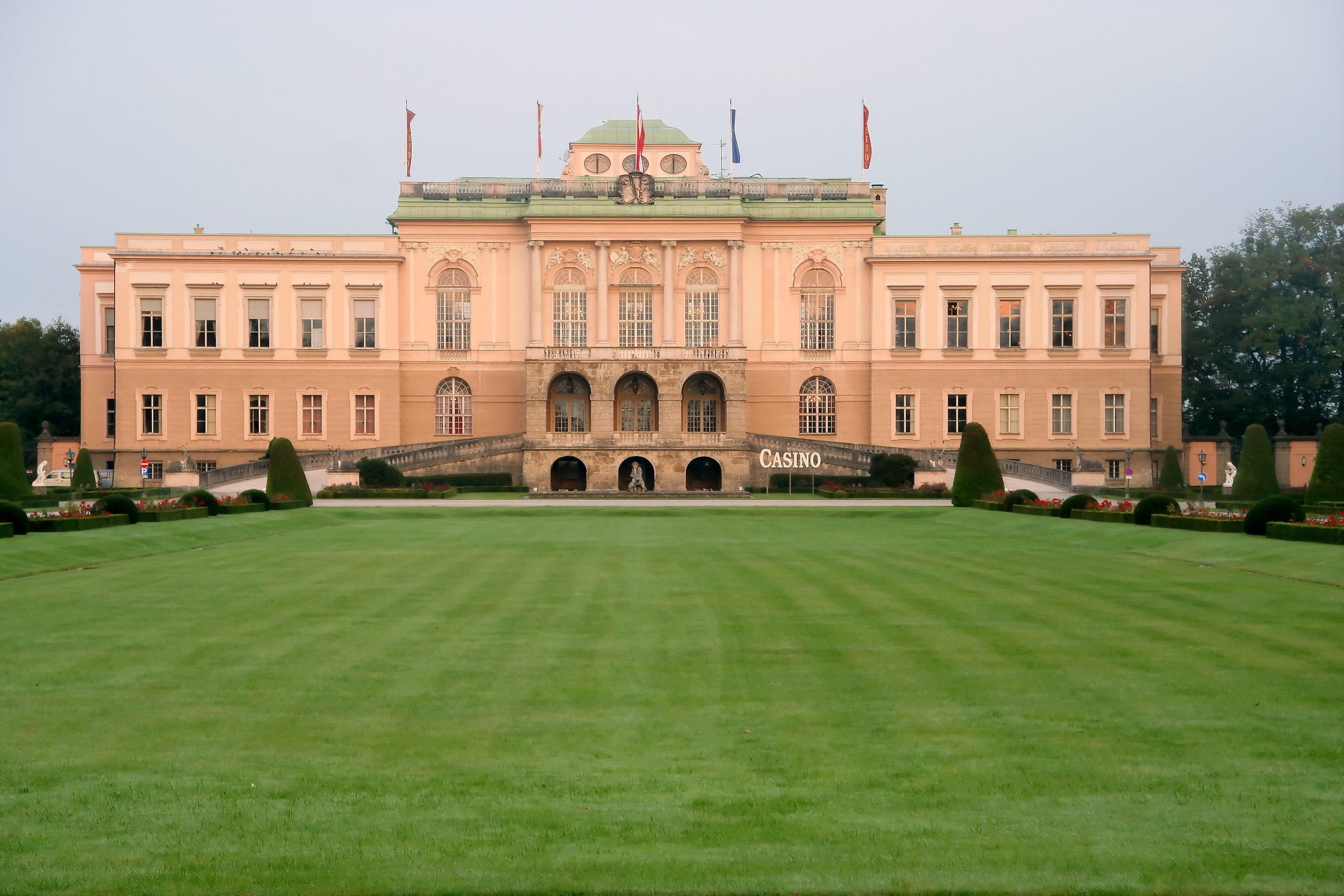
Il castello di Klessheim, dove ebbe luogo l'incontro tra Hitler e Horthy che si concluse con l'acquiescenza di quest'ultimo alla pacifica occupazione del Paese da parte dei tedeschi e a rimanere in veste di reggente

Nel frattempo, i tedeschi avevano già studiato quali passaggi compiere. Kállay sarebbe stato sostituito, nonostante le promesse di Horthy che ciò non sarebbe avvenuto senza il suo consenso, da Béla Imrédy a capo di un nuovo consiglio di gabinetto, funzionale a garantire una stretta alleanza con il Reich. I tedeschi si riservarono la facoltà di approvare la nomina del resto dei ministri, indicarono chi dovesse occupare il dicastero della Difesa e sancirono che le unità naziste avrebbero potuto entrare nel Paese per sostenere il nuovo gabinetto. Le unità militari magiare dovevano passare sotto il controllo dello stato maggiore tedesco, la cooperazione militare ed economica doveva essere aumentata e la proclamazione del reggente doveva garantire la cooperazione con le forze e le autorità della popolazione teutonica. Anche l'eliminazione di possibili avversari appariva una condizione non negoziabile per Berlino.
Il 18 Hitler ricevette Horthy di persona accompagnato da Ribbentrop e, dopo formali saluti che contribuirono a sciogliere la tensione le due delegazioni si recarono nel vicino castello di Klessheim dove dovevano tenersi i colloqui. Giunti nella struttura, il presidente tedesco comunicò a Horthy in un incontro privato la sua intenzione di occupare l'Ungheria per impedire che proseguissero i negoziati con gli Alleati. Furioso per l'accusa di Hitler secondo cui l'Ungheria si stava preparando a tradire la Germania, il reggente lasciò bruscamente l'incontro, ma, convinto dai suoi collaboratori, riprese le tese trattative nel pomeriggio. Il pranzo, prima del quale Horthy aveva inizialmente rifiutato di partecipare, si svolse in un ambiente freddo tra le due parti. Alle cinque del pomeriggio, dopo l'incontro con Horthy, il quale era ancora contrario a sostenere l'occupazione, il Führer diede l'ordine di iniziare l'invasione. Horthy tentò di fare ritorno in Ungheria, ma i nazisti si rifiutarono di consentirgli di salire sul suo treno affermando che, a causa di un attacco aereo alleato, inscenato in realtà dai tedeschi, il mezzo non era disponibile. Anche i tentativi del reggente di contattare telefonicamente il suo primo ministro a Budapest non sortirono alcun successo; stando a quanto gli fu dichiarato, il bombardamento alleato aveva tagliato le linee. La stessa cosa accadde con Kállay dalla notte del 17, quando non riuscì a contattare la delegazione ungherese in Austria.
Dopo ulteriori colloqui tra i rappresentanti tedeschi e ungheresi, il capo di stato maggiore magiaro chiese invano a Hitler di fermare l'avanzata delle unità tedesche. Verso le sette di sera, Horthy si rifiutò di sottoscrivere il comunicato presentatogli da Ribbentrop e che affermava il carattere amichevole dell'arrivo dei militari in Ungheria. Il ministro degli Esteri, il capo di stato maggiore e l'ambasciatore a Berlino, tuttavia, erano disposti ad accettare la promessa di evacuare le truppe della Wehrmacht una volta formato un gabinetto per loro accettabile, a condizione che Horthy sarebbe rimasto in veste di reggente e non avesse abdicato come aveva minacciato nell'ultimo incontro. Sempre più convinto dell'opportunità di rimanere a capo dello stato, Horthy acconsentì alle richieste presentategli durante i negoziati. In un nuovo dialogo intrattenuto con Hitler un'ora dopo, il reggente acconsentì infine di accettare l'occupazione straniera, purché i tedeschi avessero rispettato una certa autonomia politica per l'Ungheria. Avendo accettato di rimanere come reggente, la riunione si concluse e non ci fu tempo per i nazisti di presentare i dettagli delle loro richieste, che Veesenmayer, rappresentante plenipotenziario recentemente nominato, dovette esplicare a Horthy nel viaggio di ritorno alla capitale ungherese. Il treno con la delegazione ungherese partì per Budapest soltanto verso le nove e mezza di sera.
La costituzione ungherese, che richiedeva la firma del primo ministro per nominare un nuovo Consiglio di gabinetto, consentiva a Horthy di eludere temporaneamente il licenziamento di Kállay e la formazione del governo proposta dai tedeschi. L'accordo raggiunto durante la visita non fu riportato in un documento ufficiale che potesse indicare le condizioni concordate.

### L'invasione
| Gruppo sud | Gruppo sud-est                                                                                    | Gruppo nord-est | Gruppo nord                                                                         | Altri                                                      |
| --- | ------------------------------------------------------------------------------------------------- | --- | ----------------------------------------------------------------------------------- | ---------------------------------------------------------- |
| * 8ª divisione di cavalleria * 42ª divisione degli alpini * 201ª brigata SS * 202º battaglione blindato * Tre reggimenti motorizzati * 92º Reggimento Granatieri * Reggimento Brandeburgo *5º Reggimento della polizia delle SS | * 1ª Divisione Alpina * 367ª divisione di fanteria * 18ª divisione corazzata di granatieri Panzer | * Divisione di addestramento corazzato * 16ª divisione corazzata meccanizzata delle Waffen SS * 1º battaglione della divisione armata Wiking * 997º battaglione di artiglieria pesante | * 3 reggimenti rinforzati (divisioni Großdeutschland, Feldherrnhalle e Brandenburg) | * 21ª divisione corazzata * 2 battaglioni di paracadutisti |

L'accordo con Horthy modificò i piani tedeschi: il lancio di volantini di propaganda su Budapest fu annullato, il numero di unità assegnate all'operazione ridotto e si decise di non occupare alcune aree, tra cui il castello di Buda. In linea di principio, si abbandonò anche l'ipotesi di disarmare le unità ungheresi.

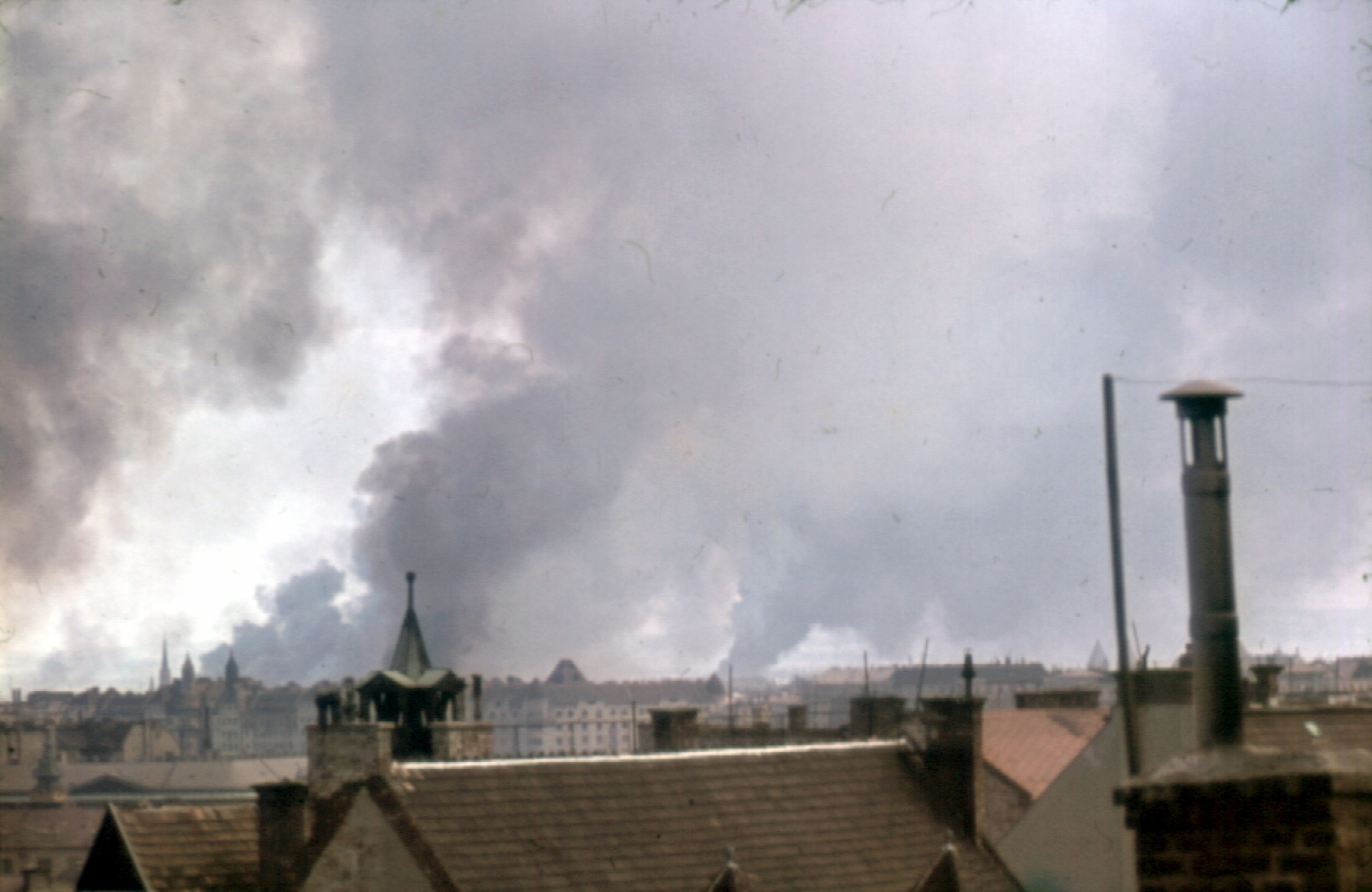
Budapest bombardata nel 1944.

La notte del 18, dopo aver ricevuto un messaggio in codice del ministro della Difesa di Klessheim, Kállay convocò una riunione di emergenza degli alti comandi bellici durante cui essi si rifiutarono di opporsi all'invasione tedesca, una decisione questa che fu immediatamente comunicata all'addetto militare tedesco. Anche Kállay aveva esitato nell'opporsi all'invasione straniera con la forza, ignorando il giudizio del reggente sulla questione: fu l'addetto militare tedesco a informarlo, nelle prime ore del mattino, del consenso di Horthy all'ingresso dei combattenti nazisti. Il primo ministro ordinò all'esercito di non recarsi nelle caserme e alla polizia di non opporre resistenza. Nel frattempo, il treno della delegazione ungherese, partito da Klessheim intorno alle 21:30, venne bloccato dai tedeschi a Vienna per circa tre ore, finché le prime unità non attraversarono il confine. Quando il treno la raggiunse, le forze tedesche si trovavano ormai vicino a Budapest.
In seguirono, alle 4 del mattino del 19 marzo, varcarono le frontiere tre divisioni da Belgrado, due da Zagabria, due corazzate da Vienna e una motorizzata partita da Cracovia. Queste forze non incontrarono opposizione, nonostante solo alcune unità magiare avessero ricevuto l'ordine di non aprire il fuoco. All'alba, i paracadutisti tedeschi iniziarono a decollare sui principali aeroporti in cui erano stato comandato di insediarsi. Nelle prime ore del mattino del 19, un generale tedesco giunse da Kállay, avvertendolo che qualsiasi resistenza da parte del suo esecutivo avrebbe comportato l'ingresso di soldati stanziati nei Paesi limitrofi nel territorio magiaro. Quando Kállay ricevette Horthy alle 10 del mattino insieme a una guardia d'onore tedesca, lo informò che essi controllavano già quasi tutti i punti strategici ungheresi. A est del Tibisco, le uniche forze schierate furono i paracadutisti tedeschi, incaricati di impossessarsi degli aeroporti della regione. Il giorno 21, le colonne del nord e del sud si organizzarono e conclusero il proprio schieramento lungo il Tibisco.
In maniera immediata e con l'aiuto dell'estrema destra ungherese, i tedeschi iniziarono ad arrestare oppositori di sinistra e liberali e figure di spicco filo-britanniche, oltre ad alcuni ebrei di spicco. A quel punto, Kállay perse il controllo della polizia nazionale.

## Conseguenze
Tornato a Budapest, Horthy inizialmente rifiutò di accettar Imrédy, spingendo Hitler a rafforzare le unità militari schierate. Le minacce tedesche produssero l'effetto desiderato: il 23 marzo, Döme Sztójay, fino ad allora ambasciatore a Berlino e noto filo-tedesco, formò un nuovo governo che però non ottenne l'approvazione totale degli occupanti. Berlino sperava, in ogni caso, di poter effettuare le modifiche ministeriali che desiderava compiere in seguito. La Germania tollerò Sztójay fino a quando non fu verificata la sua disponibilità a collaborare con la questione ebraica e l'aumento delle forniture al Reich.
Lo stesso giorno dell'inizio dell'occupazione, la Gestapo arrestò la maggioranza dei principali oppositori politici, inclusi alcuni deputati e senatori, soldati alleati rifugiatisi in Ungheria (diversi migliaia, principalmente polacchi), i membri dell'ambasciata italiana e alcuni importanti industriali semiti. Il governo si dimise lo stesso giorno e Kállay chiese asilo all'ambasciata turca. I gruppi dei partiti di opposizione di sinistra e liberali furono banditi il 29 marzo. Horthy accettò l'ipotesi di un semi-pensionamento sia per scelta personale sia su consiglio dei teutonici. I sindacati furono controllati da delegati del governo, diverse centinaia tra testate giornalistiche e case editoriali affrontarono la chiusura e si assistette a varie sostituzioni nelle cariche principali della pubblica amministrazione.
A scapito dei piani iniziali, la Wehrmacht si astenne dal disarmare le armate locali, in quanto dovette confidare nel supporto delle ungheresi a causa della situazione critica sul fronte orientale, dove i sovietici erano appena penetrati nei dintorni di Ternopil'. Constatata la situazione, Hitler ordinò l'invio di nuovi uomini magiari al fronte. Circa mezzo milione di soldati ungheresi combatterono contro i sovietici durante l'estate, molti di più rispetto all'anno precedente. Grazie alla collaborazione dei comandanti ungheresi, assegnate in quel frangente a ufficiali favorevoli alla Germania, i tedeschi poterono ritirare metà delle truppe che avevano partecipato all'occupazione. La maggior parte di loro aveva lasciato l'Ungheria a metà aprile. Nella sostanza, i compiti della polizia di occupazione passarono al governo collaborazionista ungherese e, in particolare, alla gendarmeria.
L'occupazione portò a un ulteriore sfruttamento dell'economia ungherese, facilitato dall'arrivo di numerosi sorveglianti teutonici. Lo Stato passò sotto il controllo effettivo del Reich attraverso il suo plenipotenziario rappresentativo. La vecchia amministrazione, tuttavia, continuò a svolgere i suoi compiti in collaborazione con l'occupante e cooperarono anche nelle misure di repressione e di accentuata subordinazione economica del Paese. I nazisti inviarono dei supervisori per incrementare il programma di produzione di armamenti all'inizio di aprile, ottenendo la promessa di inviare 50000 operai nelle fabbriche del Reich e l'invio in Germania di parte delle riserve agricole magiare. Stando ai calcoli di Veensenmayer, Berlino fece pagare anche a Budapest le spese militari e quelli di esportazione di prodotti in Germania. Nella riunione ministeriale del 19 aprile, i funzionari economici tedeschi incontratisi con Hitler decisero di ottenere il massimo sfruttamento agricolo, industriale e commerciale del paese a beneficio del Reich e il mancato pagamento delle importazioni dall'Ungheria. Lo sfruttamento fu poi legittimato dall'accordo economico firmato dalle due nazioni il 2 giugno.
Allo stesso tempo, l'Ungheria cessò di costituire un rifugio sicuro per le comunità ebraiche. Le prime misure antisemite, emanate già a marzo, rappresentarono il preludio alle deportazioni di quasi mezzo milione di persone (i primi ordini di espulsione furono emessi il 7 aprile). Adolf Eichmann arrivò con le prime unità dell'esercito regolare a capo di un distaccamento speciale per occuparsi delle misure antisemite in coordinamento con una sezione del ministero degli Interni ungherese.
Da parte loro, gli Alleati iniziarono a bombardare intensamente il Paese dall'inizio di aprile, un processo che proseguì per tutta l'estate. Gli attacchi arrecarono gravi danni alla produzione e alle linee di comunicazione magiare, oltre a migliaia di morti e decine di migliaia di profughi evacuati dalla capitale dall'esecutivo. Ciò impedì di porre fine ai bombardamenti nemici, nonostante le promesse di protezione fatte da Berlino.

### Esplicative
1. ↑  La resa italiana aveva colto alla sprovvista il governo di Budapest, che a fine luglio aveva concordato con l'ambasciatore italiano che Roma lo avrebbe avvertito nel caso in cui il Paese si fosse arreso agli Alleati: Fenyö (1972), pp. 148-149.
2. ↑  Tra i prodotti maggiormente richiesti dai tedeschi rientravano il grano, la bauxite e il petrolio, tutti presenti in Ungheria: Ranki (1966), p. 38.
3. ↑  La richiesta sottolineata nuovamente da Horthy era stata avanzata almeno tre volte dal capo di stato maggiore ungherese, Ferenc Szombathelyi, a Hitler, durante le sue visite nel loro quartier generale nel settembre e novembre 1943 e nel gennaio 1944: Cornelius (2011), p. 269. Secondo gli ungheresi, le loro nove divisioni schierate sul fronte orientale non erano equipaggiate in maniera adeguata per affrontare i sovietici.
4. ↑  Il motivo principale per escludere l'occupazione del territorio da parte delle forze dei Paesi vicini riguardava il desiderio dei tedeschi di non danneggiare la produzione ungherese, che sarebbe stata sfruttata a proprio vantaggio: Fenyö (1972), p. 159.
5. ↑  Fenyö sottolinea le diverse valutazioni dei membri dell'esecutivo sulla possibilità di allestire in maniera effettiva una resistenza ungherese. L'autore dichiara l'incapacità di Kállay di controllare l'alto comando militare, il quale spesso assumeva atteggiamenti filo-nazisti; anche lo storico György Ránki conferma la mancanza di pianificazione del governo: Fenyö (1972), pp. 171-173.
6. ↑  Horthy era accompagnato dal ministro della Difesa generale Lajos Csatay, dal ministro degli Esteri Jenö Ghyczy e dal capo di stato maggiore generale, Szombathelyi, il quale privò la nazione dei suoi principali comandanti militari al momento dell'invasione: Fenyö (1972), p. 163.
7. ↑  Macartney indica che Horthy stesso riferì di quattro versioni tra loro incompatibili della visita a Hitler, circostanza che rende arduo descriverla esattamente: Macartney (1957), p. 234.
8. ↑  Wilhelm Keitel sostenne che le unità tedesche avevano già attraversato il confine ungherese, cosa che in realtà non accadde se non diverse ore dopo: Macartney (1957), p. 236.
9. ↑  Sebbene il messaggio fosse stato consegnato per la spedizione dalla moglie dal ministro al ministero verso le dieci di sera del 18, il primo ministro non ne fu informato fino all'una del mattino del giorno successivo: Macartney (1957), p. 242.
10. ↑  La Costituzione non vincolava l'esercito a obbedire alle decisioni del primo ministro, circostanza la quale metteva in dubbio l'ipotesi che i comandi di alto grado si sarebbero opposti all'avanzata tedesca anche se il governo avesse deciso di ordinarlo: Macartney (1957), p. 243.
11. ↑  Tuttavia, come emerge nella tabella indicata sopra, Fenyö fornisce un diverso elenco di unità impiegate: Fenyö (1972), pp. 168-169.
12. ↑  Nel nuovo Consiglio dei ministri, quattro dicasteri erano ancora detenuti da membri del partito al governo e da due generali, tutti presunti sostenitori del reggente, mentre l'opposizione di estrema destra favorita dai tedeschi doveva accontentarsi di tre ministeri e di alcuni segretari statali: Macartney (1957), p. 251.
13. ↑  Diciassette divisioni, tutte quelle di cui l'esercito disponeva prima dell'occupazione: Ránki (1966), p. 42.
14. ↑  L'Ungheria fu uno dei primi Stati ad approvare una legislazione antisemita durante il periodo interbellico, aumentato soprattutto dopo il 1938, ma rifiutò ripetutamente di approvare la deportazione della popolazione semita richiesta dai tedeschi soprattutto dalla fine del 1942: Ránki (1966), pp. 45-46.

### Bibliografiche
1. 1 2 3 4 5 6  Ránki (1965), p. 262.
2. ↑  Fenyö (1972), p. 148.
3. 1 2  Juhász (1979), p. 284.
4. ↑  Cornelius (2011), pp. 268-269.
5. 1 2 3 4  Ránki (1966), p. 37.
6. 1 2  Macartney (1957), p. 224.
7. 1 2 3 4 5  Fenyö (1972), p. 159.
8. 1 2 3 4 5  Cornelius (2011), p. 269.
9. 1 2 3 4 5  Juhász (1979), p. 285.
10. 1 2 3  Ránki (1965), p. 263.
11. 1 2 3 4 5 6 7 8  Juhász (1979), p. 286.
12. ↑  Macartney (1957), p. 223.
13. ↑  Ranki (1965), pp. 263-264.
14. ↑  Fenyö (1972), p. 148.
15. 1 2 3 4 5 6 7 8  Ránki (1965), p. 264.
16. ↑  Macartney (1957), p. 222.
17. 1 2 3  Ránki (1965), p. 261.
18. 1 2 3  Fenyö (1972), p. 154.
19. ↑  Juhász (1979), pp. 285-286.
20. 1 2  Fenyö (1972), p. 149.
21. ↑  Fenyö (1972), pp. 150-151.
22. ↑  Fenyö (1972), pp. 154-155.
23. 1 2 3  Macartney (1957), p. 221.
24. 1 2  Cornelius (2011), p. 271.
25. ↑  Juhász (1979), pp. 286-287.
26. 1 2 3 4 5 6 7 8  Juhász (1979), p. 287.
27. 1 2 3 4  Ránki (1965), p. 265.
28. 1 2  Fenyö (1972), p. 160.
29. ↑  Macartney (1957), p. 227.
30. ↑  Macartney (1957), p. 228.
31. ↑  Fenyö (1972), p. 161.
32. ↑  Fenyö (1972), p. 162.
33. ↑  Macartney (1957), p. 229.
34. 1 2  Ránki (1965), p. 266.
35. ↑  Macartney (1957), p. 230.
36. 1 2 3 4 5 6 7  Ránki (1965), p. 267.
37. 1 2  Ránki (1965), p. 273.
38. ↑  Macartney (1957), pp. 230-231.
39. 1 2  Macartney (1957), p. 231.
40. 1 2  Ránki (1965), p. 268.
41. ↑  Macartney (1957), p. 225.
42. 1 2 3 4  Ránki (1966), p. 38.
43. ↑  Macartney (1957), pp. 226, 232.
44. ↑  Ránki (1965), pp. 268-269.
45. ↑  Cornelius (2011), p. 271.
46. 1 2 3 4  Fenyö (1972), p. 163.
47. ↑  Juhász (1979), pp. 287-288.
48. ↑  Cornelius (2011), pp. 272-273.
49. ↑  Macartney (1957), p. 232.
50. 1 2 3 4  Ránki (1965), p. 269.
51. ↑  Juhász (1979), p. 288.
52. 1 2 3  Macartney (1957), p. 233.
53. ↑  Cornelius (2011), p. 273.
54. 1 2 3 4 5 6  Cornelius (2011), p. 274.
55. 1 2 3  Macartney (1957), p. 234.
56. 1 2 3 4  Juhász (1979), p. 289.
57. 1 2  Ránki (1965), p. 270.
58. ↑  Macartney (1957), p. 226.
59. 1 2 3  Fenyö (1972), p. 164.
60. 1 2 3 4 5 6 7  Juhász (1979), p. 290.
61. 1 2  Macartney (1957), p. 235.
62. 1 2 3 4  Ránki (1965), p. 271.
63. 1 2 3 4  Macartney (1957), p. 236.
64. 1 2 3 4  Cornelius (2011), p. 275.
65. ↑  Macartney (1957), p. 242.
66. ↑  Cornelius (2011), p. 277.
67. 1 2  Macartney (1957), p. 240.
68. 1 2  Macartney (1957), p. 237.
69. 1 2  Ránki (1965), p. 272.
70. ↑  Macartney (1957), pp. 238, 241.
71. ↑  Juhász (1979), pp. 290-291.
72. 1 2 3 4 5  Juhász (1979), p. 291.
73. ↑  Macartney (1957), p. 238.
74. ↑  Macartney (1957), p. 239.
75. ↑  Fenyö (1972), p. 166.
76. ↑  Fenyö (1972), pp. 168-169.
77. ↑  Fenyö (1972), p. 168.
78. 1 2  Fenyö (1972), p. 170.
79. 1 2 3 4 5  Juhász (1979), p. 292.
80. ↑  Macartney (1957), p. 243.
81. ↑  Cornelius (2011), p. 279.
82. 1 2 3  Macartney (1957), p. 244.
83. 1 2 3 4 5  Fenyö (1972), p. 171.
84. 1 2 3  Cornelius (2011), p. 276.
85. 1 2 3  Ránki (1965), p. 274.
86. 1 2 3 4 5  Ránki (1966), p. 39.
87. ↑  Macartney (1957), pp. 244, 246.
88. 1 2  Macartney (1957), p. 245.
89. 1 2  Fenyö (1972), p. 177.
90. ↑  Macartney (1957), p. 246.
91. ↑  Ránki (1965), p. 275.
92. ↑  Ránki (1965), p. 275.
93. ↑  Macartney (1957), p. 250.
94. ↑  Cornelius (2011), p. 285.
95. ↑  Juhász (1979), pp. 292-293.
96. ↑  Juhász (1979), p. 293.
97. 1 2  Macartney (1957), p. 252.
98. ↑  Fenyö (1972), p. 175.
99. ↑  Macartney (1957), p. 255.
100. ↑  Cornelius (2011), pp. 282-283.
101. ↑  Macartney (1957), pp. 247, 255.
102. ↑  Cornelius (2011), p. 283.
103. ↑  Fenyö (1972), p. 176.
104. ↑  Fenyö (1972), p. 179.
105. 1 2  Juhász (1979), p. 295.
106. 1 2  Juhász (1979), p. 296.
107. ↑  Fenyö (1972), p. 178.
108. ↑  Cornelius (2011), p. 286.
109. ↑  Macartney (1957), p. 253.
110. 1 2 3  Juhász (1979), p. 294.
111. ↑  Ránki (1965), p. 277.
112. ↑  Ránki (1966), p. 40.
113. ↑  Ránki (1965), p. 278.
114. ↑  Ránki (1966), p. 41.
115. ↑  Ránki (1965), p. 281.
116. ↑  Fenyö (1972), p. 180.
117. ↑  Ránki (1965), p. 280.
118. ↑  Macartney (1957), p. 257.
119. ↑  Ránki (1966), p. 42.
120. ↑  Fenyö (1972), pp. 180-181.
121. ↑  Ránki (1966), p. 43.
122. 1 2  Ránki (1966), p. 44.
123. ↑  Ránki (1966), p. 45.
124. ↑  Fenyö (1972), p. 181.
125. ↑  Fenyö (1972), pp. 182-183.
126. ↑  Ránki (1966), p. 46.
127. 1 2  Cornelius (2011), p. 288.
128. 1 2  Macartney (1957), p. 262.
129. ↑  Macartney (1957), p. 263.